# Triangle d'or (Asie)
Pour les articles homonymes, voir Triangle d'or et Triangle d'émeraude (Asie du Sud-Est).
Ne doit pas être confondu avec Triangle d'émeraude (Asie du Sud-Est).

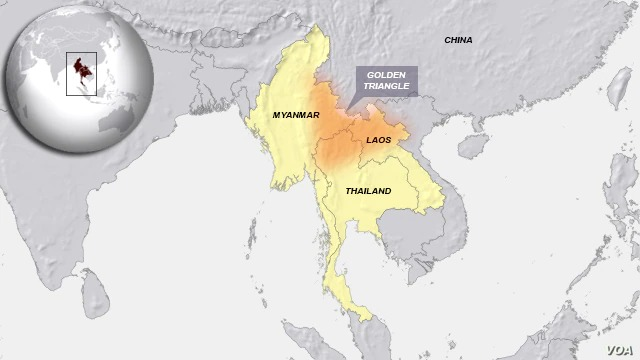
Le Triangle d'or.

Le Triangle d'or est une région montagneuse d'Asie du Sud-Est aux confins du Laos, de la Birmanie (Myanmar) et de la Thaïlande (certaines interprétations y incluent également une partie du Vietnam, voire le Yunnan chinois). La frontière triangulaire sur les trois pays se situe au confluent du Mékong et de son affluent en rive droite le Ruak dans l’agglomération de Sop Ruak.
Comme le Croissant d'or, qui regroupe l'Afghanistan, l'Iran et le Pakistan, il est l'une des principales zones mondiales de production d'opium depuis les années 1920.
Il y a six groupes ethniques principaux dans cette région : Karen, Hmong, Mien (ou Yao), Lahu, Akha et Lisu. La vie de ces peuples ne doit pas se résumer en un caricatural "producteurs d'opium" : ce sont essentiellement des paysans, producteurs de riz pratiquant la culture sur brûlis pour leur consommation personnelle.

## Histoire

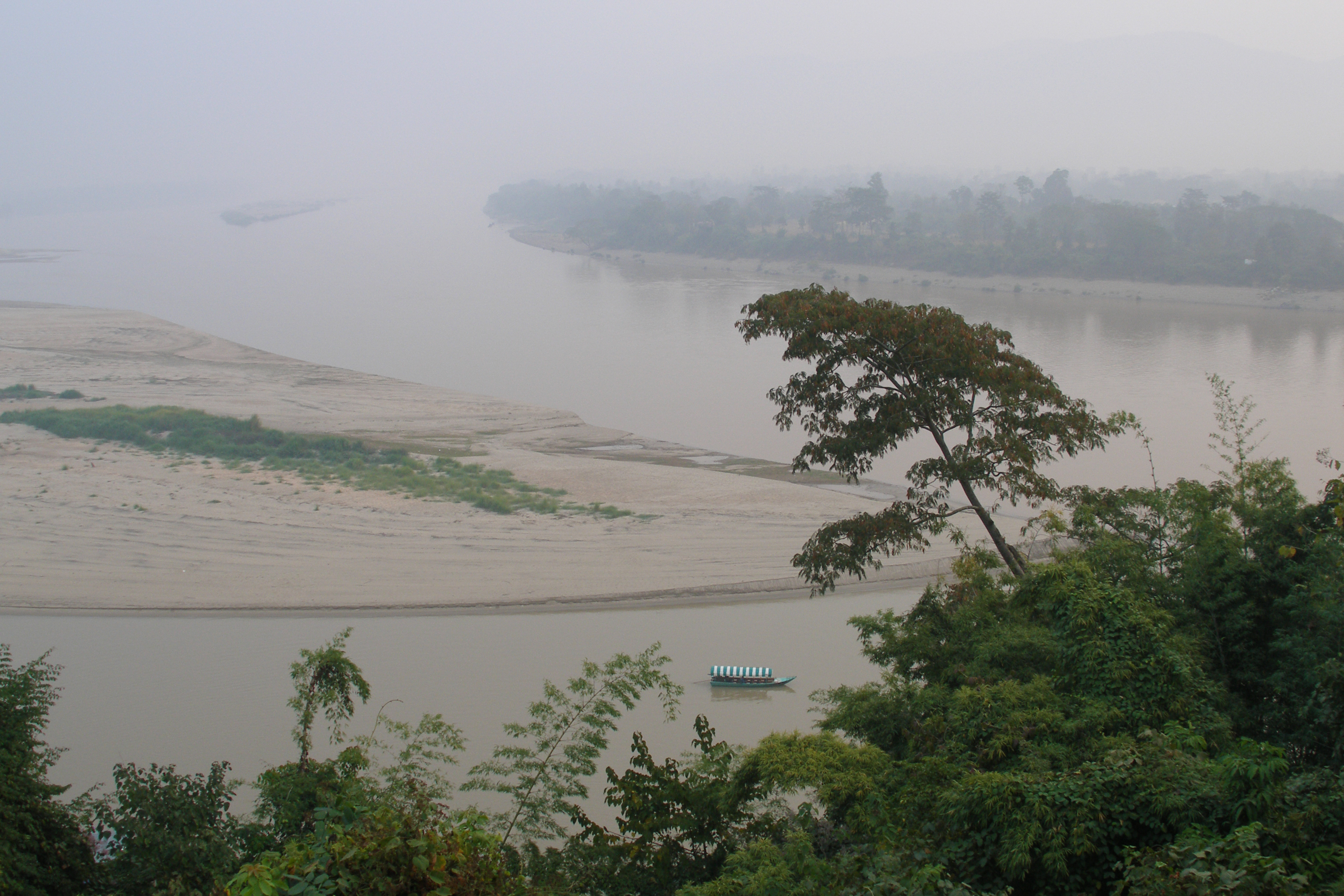

C’est sur les montagnes du Laos que les Hmong, qui migrèrent de Chine sous la dynastie Qing, furent encouragés à cultiver le pavot et à produire de l’opium. Par les Français, notamment pour l'export vers la Chine, ce qui a donné lieu aux guerres de l'opium, puis pendant la guerre d'Indochine au Laos, et enfin, pendant la guerre du Vietnam, au Laos, cette fois par la CIA et les États-Unis, en échange de fourniture d'armement.
Sous l'Indochine française, le chef de la minorité Hmong Touby Lyfoung au Xieng Khouang (actuel Laos) et Méo (nom vietnamien des Hmong), Deo Van Long au Tonkin (actuel Vietnam), sont chargés de la production de l'opium. Leur production s’accroît particulièrement sous le régime de Vichy  avec une production passée de 7,5 tonnes en 1940 à 60,6 tonnes en 1944. La Régie de l'Opium du service des Douanes est l'organisme français chargé de la gestion de cette production.

## Production
La Birmanie est le second producteur d'opium mondial après l'Afghanistan et a été un acteur important du trafic international de stupéfiants depuis la Seconde Guerre mondiale,. L'Office des Nations unies contre la drogue et le crime (UNODC) estimait à 430 km2 les surfaces consacrées à la culture du pavot somnifère (Papaver somniferum var. album) en Birmanie en 2005. La reddition de la Mong Taï Army de Khun Sa en janvier 1996 a été saluée par le gouvernement de Rangoon comme un succès majeur de la lutte contre la drogue, mais le manque de volonté politique à l'encontre des principaux groupes de narcotrafiquants, ainsi que la mollesse de la lutte contre le blanchiment d'argent continuent de saper cet effort. La plupart des minorités qui cultivent l'opium vivent en dessous du seuil de pauvreté,. Dans les années 1980, la production d'opium du Triangle d'or représente plus de 70 % de la production mondiale ; en 2007, elle ne représente plus que 5 % environ de la production mondiale : le Triangle d'or est éclipsé par le Croissant d'or. Au début des années 2000, héroïne et opium ont progressivement été remplacés par d'importantes quantités de méthamphétamine, le yaa baa, le "médicament qui rend fou",, ; et en 2022, plus de 90% des saisies de méthamphétamines ont toujours lieu en Asie du Sud-Est, en particulier dans la région du Triangle d'Or. Depuis le début des années 2020, la région du Triangle d'or investit aussi massivement dans la cybercriminalité.